# Common Practice
 Common Practice ist ein Jazzalbum des Ethan Iverson Quartet mit Tom Harrell. Die bei einem Auftritt des Quartetts im New Yorker Village Vanguard im Januar 2017 entstanden Aufnahmen erschienen am 20. September 2019 bei ECM Records.

## Hintergrund
An seinem ersten Tag in New York City im Jahr 1991 hatte der Pianist Ethan Iverson den Trompeter Tom Harrell im Village Vanguard gehört – genau dort haben sie 2017 zusammen dieses Album aufgenommen. Nachdem Iverson nach 17 Jahren das Trio The Bad Plus verlassen hatte, entwickelte er eine breite Palette musikalischer Aktivitäten. Das Album folgt auf eine Duo-Aufnahme mit dem Saxophonisten Mark Turner (Temporary Kings, 2018) und zwei Veröffentlichungen mit dem Billy Hart Quartet.
Iverson spielt mit seinem Quartett acht Standards des Great American Songbook, einen Bebop-Klassiker und zwei Originalkompositionen. Iverson gab zu dem Mitschnitt die Bemerkung ab:
„Bei viel modernem Jazz geht es darum, die Geschichte zu dekonstruieren… Aber irgendwann versuchen viele Künstler, sie neu zu bewerten Die Tradition und ihr Erbe, und in diesem Album geht es darum … Es gab eine Liste von Songs, und wir spielten ein paar Blues-Stücke … es ging um eine gemeinsame Sprache … Nach einer Woche im Vanguard hatten wir uns alle darauf geeinigt, was unsere Rollen im Ensemble waren. “

## Titelliste

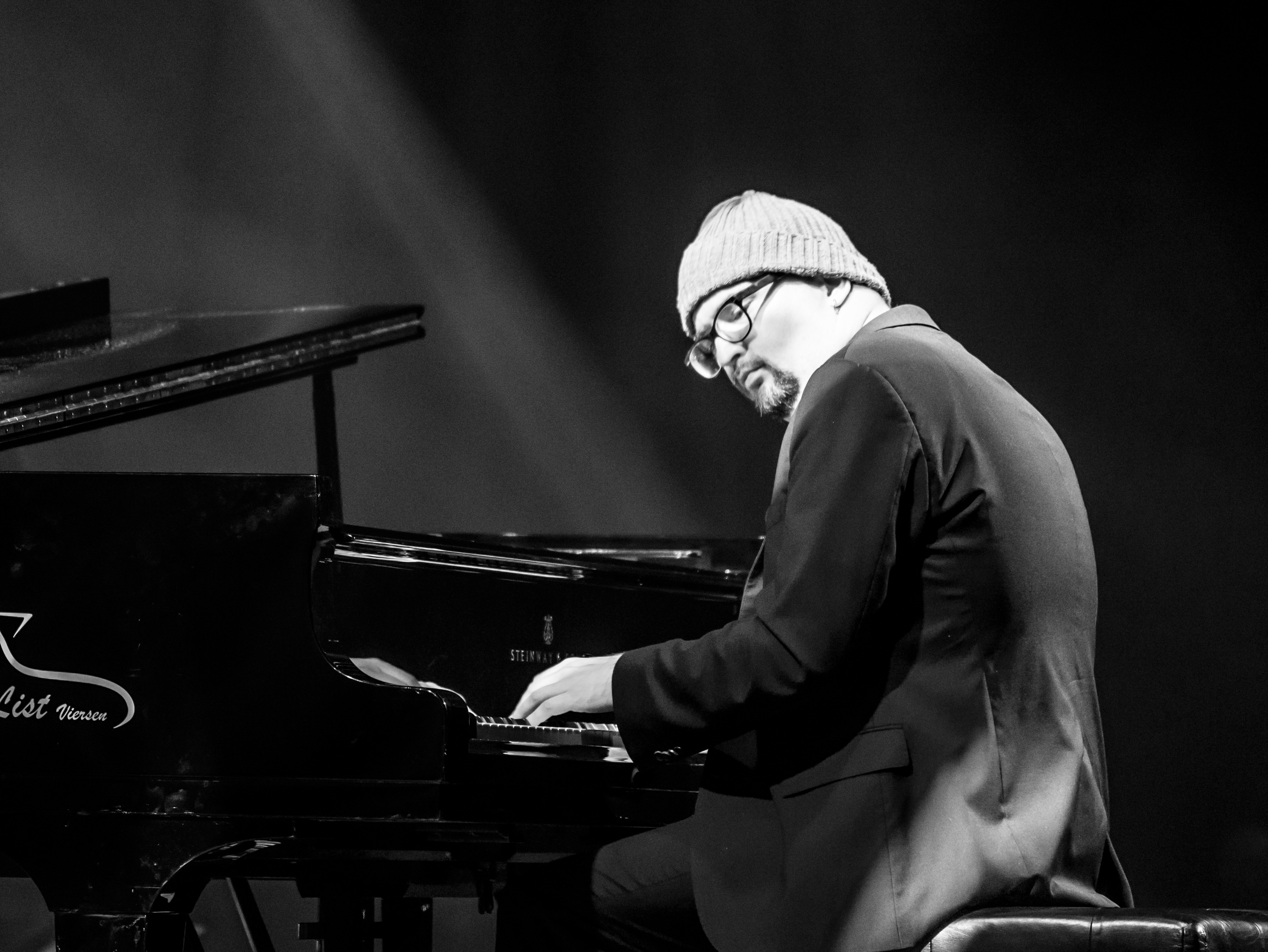
Ethan Iverson beim Moers Festival 2017

- Ethan Iverson Quartet with Tom Harrell: Common Practice (ECM Records ECM 2643, ECM Records 778 3350)[3]

1. The Man I Love (George Gershwin, Ira Gershwin) 6:26
2. Philadelphia Creamer (Ethan Iverson) 5:59
3. Wee (Denzil Best) 5:46
4. I Can’t Get Started (Ira Gershwin, Vernon Duke) 6:36
5. Sentimental Journey (Benjamin Homer, Bud Green, Les Brown) 4:33
6. Out of Nowhere (Edward Heyman, Johnny Green) 6:32
7. Polka Dots and Moonbeams (Jimmy Van Heusen, Johnny Burke) 6:01
8. All the Things You Are (Jerome David Kern, Oscar Hammerstein II) 5:51
9. Jed from Teaneck (Ethan Iverson) 6:31
10. I’m Getting Sentimental Over You (George Bassman, Ned Washington) 5:10
11. I Remember You (Johnny Mercer, Victor Schertzinger) 6:25

## Rezeption
Iversons Album erhielt durchweg positive Rezensionen; die Zeitschrift JazzTimes hat es in die Liste der Top 50 Alben von 2019 aufgenommen. Nach Ansicht von Doug Ramsey habe Iverson ein Quartett zusammengestellt, das ihn selbst, den Bassisten Ben Street, den Schlagzeuger Eric McPherson und den Gastkünstler Tom Harrell auf einem Höhepunkt der Fantasie und des Erfindungsreichtums zeige, der selbst für die hohen Standards dieses bemerkenswerten Trompeters atemberaubend sei.
Hans-Jürgen Schaal schrieb in Jazz thing, auf „Common Practice“ suche Iverson „die Rückversicherung bei der guten, alten Jazztradition“ – mit neun Standards und zwei improvisierten Blues-Nummern. Er zeige im Mainstream Jazz „originelle Pointen zu setzen. Schon das einleitende ‚The Man I Love‘ hat zart-dissonante, modernistische Töne.“ Auf dem ganzen Album fänden Iversons Improvisationen eigene Wege, auch Ben Street und Eric McPherson setzten an Bass und Schlagzeug ungewohnte Akzente, schrieb Schaal. Tom Harrells Trompetenspiel besitze „eine nackte, berührende Zerbrechlichkeit“. So könne swingender Straight-Ahead-Jazz auch im 21. Jahrhundert noch mitreißen.
Dave Gelly vergab an das Album im Guardian vier (von fünf) Sterne und meinte, „mit Ethan Iverson am Klavier ist jede Session ein Ausflug ins Unbekannte oder zumindest ins Unerwartete.“ Er habe das Talent, ziemlich ausgefallene Ideen vollkommen logisch erscheinen zu lassen. Trompeter Tom Harrell verleihe mit seinem sanften, trockenen Ton und plötzlichen Momenten der Stille einem Großteil seines Spiels eine merkwürdig grüblerische Qualität. Hervorhebenswert sind nach Ansicht Gelly Gershwins „The Man I Love“, welches das Quartetts von seiner besten und charakteristischsten Seite zeige, das Latin-geprägte „Wee“ (abgeleitet von „I Got Rhythm“), und die „entschieden gegensätzliche Behandlung“ von „Sentimental Journey“ – Doris Days erstem Hit von 1945.

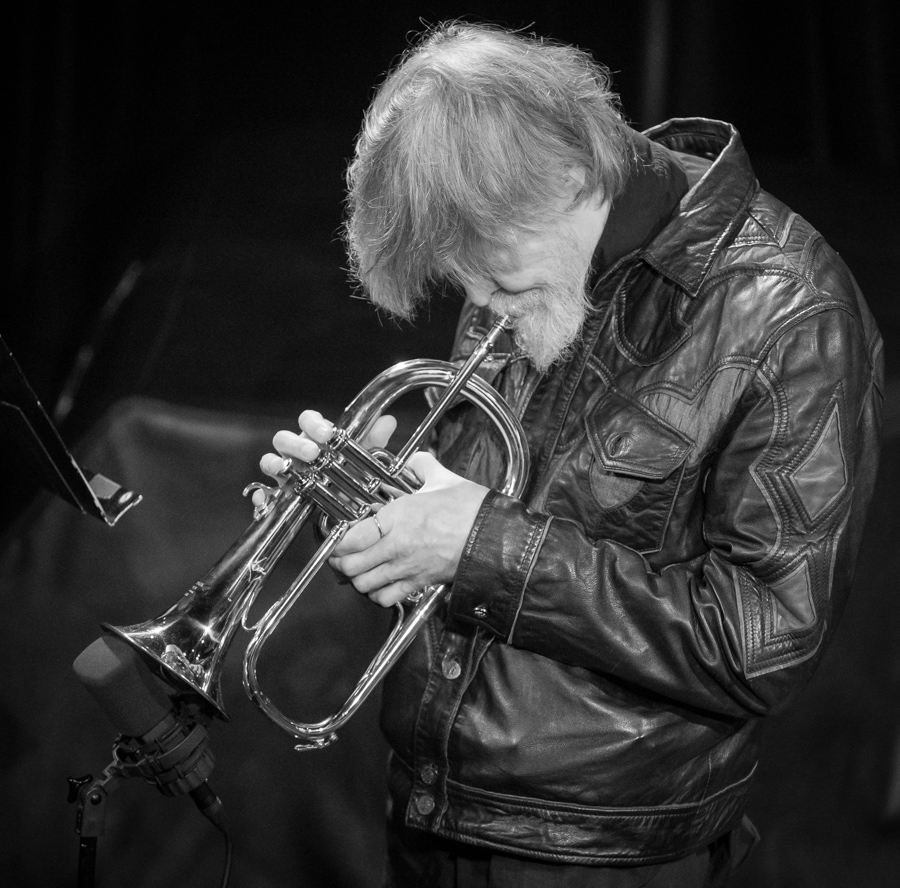
Tom Harrell auf dem Oslo Jazzfestival 2017. Photo: Tore Sætre / Wikimedia

Nach Ansicht von Andy Hamilton, der das Album im Jazz Journal rezensierte, ist das Zusammentreffen von Iverson und Harrell im Ergebnis „ein künstlerischer Triumph“. „Insbesondere Harrells Soli gehören in ihrer scheinbaren Einfachheit, ihrem Pathos und ihrer melodischen Schönheit zu den besten, die man unter den diesjährigen Veröffentlichungen hören wird“, meinte Hamilton. „Der Bassist Ben Street und der Schlagzeuger Eric McPherson sind absolut Partner auf derselben Wellenlänge des Projekts.“ Zu den Highlights des Albums zählt der Autor Denzil Bests „Wee“ im Calypso-Rhythmus und „ein herrlich widerhallendes, schräges“ ‚Out of Nowhere‘.
Für Georg Waßmuth (Südwestrundfunk) ging Iversons Kalkül, auf Harrells eigene Stücke zu verzichten und mit dem Trompeter vorwiegend Jazz-Klassiker zu interpretieren, wunderbar auf. Anders als bei der üblichen ECM-Klangästhetik, bei der es stets „eine kleine Extra-Portion Nachhall“ gebe, klinge der Mitschnitt aus dem engen Village Vanguard so trocken „wie eine Schuhschachtel“. „Auch das Publikum konnte man nicht auf die Straße auslagern, es applaudiert und hüstelt gut gelaunt vor sich hin. Gerade deswegen ist aber die CD „Common Practice“ eine sehr gute Produktion geworden.“ So gehe das Kalkül wunderbar auf, schrieb Wasmuth; da spiele niemand Stücke runter, sondern präsentiert lang ausgereifte Interpretationen.
Bill Milkowski schrieb im Down Beat: „Die ätherischen Solo-Intros des Pianisten zu sanften Balladen sind einzigartig in ihrer Verwendung von Drama, Raum und Dissonanz, und der entspannte Groove seines langsamen Blues „Philadelphia Creamer“ hat einen Charme der alten Schule, bei dem Harrell sich Zeit nimmt, bevor er einen wahllosen Stoß an Tönen entfesselt.“ Die impressionistische Version von „Sentimental Journey“ des Ensembles wird durch McPhersons eigentümlich perkussiven Aussagen und Iversons fast ironisches Comping mit ein wenig Humor betont. Iversons spärliches, geduldiges Comping auf „Polka Dots and Moonbeams“ unterstreiche perfekt Harrells schmerzhaft schönes Spiel, meint der Autor. Die abtrünnige Einstellung des Pianisten zu „All the Things You Are“ ist fast trotzig unkonventionell, und sein ruckeliges Solo in „I’m Getting Sentimental Over You“ ist besonders kühn. Während des gesamten Programms biete Iverson gleichzeitig einen von Herzen kommenden Liebesbrief an, während er sein eigenes Etikett darauf sprüht, resümiert Milkowski.
Nach Ansicht von Josef Engels (Rondo) „übt sich Iverson selbst in strenger Zurückhaltung. Nur ganz selten sind seine dissonant schraffierten Harmonieumdeutungen zu vernehmen“, etwa im Intro und Outro von „I Can’t Get Started“, noch seltener lasse er seine „parodistische Ader durchscheinen. Und wenn etwa „Sentimental Journey“ zunächst daherkommt wie ein alter Mann mit Hüftschaden, ist das mehr Thelonious Monk als Clownerie.“ Was vor allem auffalle, schrieb Engels weiter, sei die ungemeine Sparsamkeit des Klavierspielers. Viele seiner Soli bestehen nur aus Single Notes ohne akkordisches Beiwerk, mehrmals bleibt das Piano sogar ganz still, wenn Harrell improvisiert. Nobel nehme sich Iverson zurück, „bis die zerbrechlich wirkenden, dennoch ungemein klaren Linien seines Gaststars wie die verblassende Schrift auf einer alten Postkarte in der Luft stehen.“